# Caspar Bowden
Caspar Bowden (19 d'agost de 1961 – juliol de 2015) fou un activista britànic per la privadesa, assessor en cap d'aquesta matèria per a Microsoft. Descrit com "un defensor independent pels drets de la privadesa de la informació, i pel coneixement públic de la recerca de privadesa en la informàtica", va ser membre de la junta del servei d'anonimat Tor. Havent predit programes d'espionatge massiu dels EUA com PRISM, va aconseguir notorietat pública després que les filtracions de Snowden vindiquessin els seus avisos.
Bowden va estudiar matemàtiques al Magdalene College de Cambridge. Després de graduar-se, va treballar com a empresari independent en el sector tecnològic abans d'entrar a Goldman Sachs.
En la dècada del 1990 i les anomenades Crypto Wars, Bowden va ser assessor tecnològic de Scientists for Labour i va tenir un paper decisiu en formar la postura del Partit Laborista britànic en la matèria. El 1997, va entrar al món de l'activisme per la privadesa quan va assistir a l'esdeveniment Scrambling for Safety, organitzada per Simon Davies a la London School of Economics. Després que els laboristes arribessin al poder el 1997, no van dur a terme les seves promeses i van enfortir el mandat de les portes del darrere criptogràfiques. A causa d'això, Bowden va cofundar la Fundació per a la Investigació de Polítiques d'Informació el maig 1998. En va ser el seu primer director i va obtenir el Premi Winston 2000 per la seva tasca contra la Llei de regulació dels poders d'investigació.
El 2002, Bowden es va incorporar a Microsoft, on va exercir d'estrateg sènior de privadesa per Europa, Orient Mitjà i Àfrica fins a l'any 2004, i es va convertir en assessor en cap de privadesa de 40 països el 2005. Durant el seu mandat, va expressar la seva forta oposició en contra de la discriminació dels drets humans entre els ciutadans i els estrangers dels Estats Units imposada per la Llei de vigilància de la intel·ligència estrangera (FISA), amb la qual afirmava ser "culpable de ser un estranger". El 2011 va ser acomiadat de Microsoft, després de declarar: "Si et vens la informàtica al núvol de Microsoft als teus propis governs, aquesta llei significa que la NSA pot realitzar vigilància massiva sense límit en les dades".
El 2012, abans de les filtracions de Snowden, va ser escriure Note on privacy and Cloud computing, on afirmava que els EUA utilitzaven la dependència europea de serveis d'informàtica al núvol per controlar les seves dades. Després de les revelacions d'Edward Snowden el vindiquessin, va criticar el programa PRISM, afirmant que havia sospitat l'existència del projecte durant la seva etapa a Microsoft, encara que ell no l'havia conegut pel seu nom. L'hivern de 2014, va impartir una xerrada sobre el tema al 31è Chaos Communication Congress d'Hamburg, The Cloud Conspiracy, detallant com havia funcionat PRISM des de fonts obertes, i la manca de reacció a les seves advertències a les institucions de la Unió Europea.
El 2013, Bowden va informar sobre la llei FISA al Parlament Europeu. En una entrevista a The Guardian, va declarar que no confiava en Microsoft. Per contra, va defensar l'ús de Tor i Qubes OS. L'octubre del mateix any, es va unir el consell assessor de l'Open Rights Group.
La seva mort a causa del càncer es va anunciar el 9 de juliol de 2015. Jacob Appelbaum va afirmar que en el seu llit de mort, Bowden va demanar "que treballem per assegurar una protecció igualitària independentment de la nacionalitat".

## Obres publicades
- Bowden, Caspar: "Closed Circuit Television For Inside Your Head: Blanket Traffic Data Retention and the Emergency Anti-Terrorism Legislation Arxivat 2012-02-07 a Wayback Machine.", Computer and Telecommunications Law Review, març 2002.
- Bowden, Caspar: "The US surveillance programmes and their impact on EU citizens' fundamental rights", Directorate-General for Internal Policies, Policy Department C (Citizen's Rights and constitutional affairs), European Parliament, 2013
- Bowden, Caspar: "The Cloud Conspiracy 2008–2014: how the EU was hypnotised that the NSA did not exist" (video), 31st Chaos Communication Congress (31C3)
- Bowden, Caspar: Chapter Five Part I: Data preservation instead of data retention Arxivat 2015-07-11 a Wayback Machine., capítol a Why the Snoopers' Charter is the wrong approach: A call for targeted and accountable investigatory powers, informe d'Open Rights Group.